# Nerocila armata
Nerocila armata es una especie de crustáceo isópodo marino de la familia Cymothoidae.

## Distribución geográfica
Es un ectoparásito de peces marinos del océano Atlántico que baña las costas de Sudamérica y de África.